# 镇海街道
镇海街道是中国福建省莆田市荔城区下辖的一个街道。

## 行政区划
镇海街道共辖7个居委会及4个行政村：
文献社区、长寿社区、英龙社区、凤山社区、梅峰社区、镇海社区、阔口社区、新溪村、步云村、古山村和埭里村。